# Mötzingen
Mötzingen är en kommun i Landkreis Böblingen i regionen Stuttgart i Regierungsbezirk Stuttgart i förbundslandet Baden-Württemberg i Tyskland.
Kommunen ingår tillsammans med kommunerna Bondorf, Gäufelden och Jettingen i kommunalförbundet Oberes Gäu.